# Baltic Air Policing

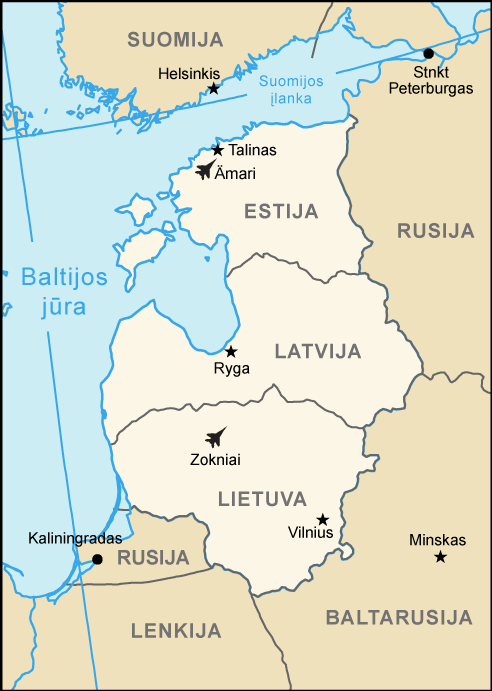
Karta över Baltikum

Baltic Air Policing är en Nato-operation i syfte med att patrullera och upprätthålla incidentberedskapen över de tre baltiska staternas luftrum. Baltic Air Policing har pågått sedan 2004, och har sin baser på Šiauliai internationella flygplats i Litauen och på Ämari flygbas i Estland.

## Bakgrund
De Nato-medlemmar som saknar eget flygvapen och luftförsvar stödjs av de övriga medlemmarna med upprätthållandet av luftförsvar samt incidentberedskapen. Luxemburg stödjs till exempel av Belgien, medan Island och de baltiska staterna stödjs av flera Nato-länder. Uppdraget i Baltikum påbörjades i samband med att de tre staterna anslöt sig till Nato den 29 mars 2004. Till en början roterade uppdraget mellan Nato-medlemmarna var tredje månad, men från mars 2006 roteras uppdraget var fjärde månad. Styrkan består vanligtvis av fyra stycken stridsflygplan och mellan 50 och 100 personer ingående i styrkan.
Den 22 april 2013 skrev Svenska Dagbladet om att två danska stridsflygplan ur incidentberedskapen gick upp den natten 29 mars 2013, i syfte för att möta två ryska Tu-22M3 eskorterade av fyra Su-27. De ryska flygplanen flög i internationellt luftrum vid Gotska sandön, där de gjorde ett fingerat angrepp mot mellersta och södra Sverige. Från svenskt sida följdes enbart dessa flygplan via radar, och inga stridsflygplan skickades upp för att möta de ryska flygplanen. Denna händelse (senare känd som "ryska påsken") fick stor kritik både nationellt och internationellt, med bakgrunden att Sverige inte hade några flygplan att skicka upp under natten, då larm om bombflygplan till incidentberedskapen är ytterst ovanligt nattetid.
I augusti 2015 meddelade Nato att organisationen kommer från den 1 september 2015 halverar antalet stridsflygplan i den baltiska incidentberedskapen. Det vill säga att istället för att verka med 16 stridsflygplan i beredskap vid tre flygbaser, så kommer Nato istället fortsätta stå i beredskap med åtta stridsflygplan vid Šiauliai flygbas (även känd som Zokniai flygbas) i Litauen och Ämari flygbas i Estland. Med det utgår förstärkningen vid Šiauliai, samt de flygplan som stått beredskap vid Malborks flygbas i Polen. Ungern och Tyskland utgjorde den första reducerade incidentberedskapen, vilken började verka från den 1 september 2015.

## Deltagande länder

### 2004–2010
| Startdatum        | Flygvapen                 | Flygplan               | Flygbas                            | Referenser    |
| ----------------- | ------------------------- | ---------------------- | ---------------------------------- | ------------- |
| 30 mars 2004      | Belgiens flygvapen        | F-16AM Fighting Falcon | Šiauliai internationella flygplats | [ 5 ]         |
| 1 juli 2004       | Danmarks flygvapen        | F-16AM Fighting Falcon | Šiauliai internationella flygplats | [ 6 ]         |
| 30 oktober 2004   | Storbritanniens flygvapen | Panavia Tornado F.3    | Šiauliai internationella flygplats | [ 7 ]         |
| 1 januari 2005    | Norges flygvapen          | F-16AM Fighting Falcon | Šiauliai internationella flygplats | [ 8 ]         |
| 30 mars 2005      | Nederländernas flygvapen  | F-16AM Fighting Falcon | Šiauliai internationella flygplats | [ 9 ]         |
| 30 juni 2005      | Tysklands flygvapen       | F-4F Phantom II        | Šiauliai internationella flygplats | [ 10 ]        |
| 12 oktober 2005   | USA:s flygvapen           | F-16CJ Fighting Falcon | Šiauliai internationella flygplats | [ 11 ] [ 12 ] |
| 1 januari 2006    | Polens flygvapen          | MiG-29A                | Šiauliai internationella flygplats | [ 13 ]        |
| 31 mars 2006      | Turkiets flygvapen        | F-16C Fighting Falcon  | Šiauliai internationella flygplats | [ 14 ] [ 15 ] |
| 1 augusti 2006    | Spaniens flygvapen        | Mirage F1M             | Šiauliai internationella flygplats | [ 14 ] [ 16 ] |
| 1 december 2006   | Belgiens flygvapen        | F-16AM Fighting Falcon | Šiauliai internationella flygplats | [ 17 ]        |
| 1 april 2007      | Frankrikes flygvapen      | Mirage 2000C           | Šiauliai internationella flygplats | [ 18 ]        |
| 1 augusti 2007    | Rumäniens flygvapen       | MiG-21                 | Šiauliai internationella flygplats | [ 19 ]        |
| 1 november 2007   | Portugals flygvapen       | F-16AM Fighting Falcon | Šiauliai internationella flygplats | [ 20 ] [ 21 ] |
| 16 december 2007  | Norges flygvapen          | F-16AM Fighting Falcon | Šiauliai internationella flygplats | [ 22 ]        |
| 15 mars 2008      | Polens flygvapen          | MiG-29A                | Šiauliai internationella flygplats | [ 23 ]        |
| 30 juni 2008      | Tysklands flygvapen       | F-4F Phantom II        | Šiauliai internationella flygplats | [ 24 ]        |
| 30 september 2008 | USA:s flygvapen           | F-15C Eagle            | Šiauliai internationella flygplats | [ 25 ] [ 26 ] |
| 2 januari 2009    | Danmarks flygvapen        | F-16AM Fighting Falcon | Šiauliai internationella flygplats | [ 27 ]        |
| 1 maj 2009        | Tjeckiens flygvapen       | JAS 39C Gripen         | Šiauliai internationella flygplats | [ 28 ]        |
| 1 september 2009  | Tysklands flygvapen       | Eurofighter Typhoon    | Šiauliai internationella flygplats | [ 29 ]        |
| 3 november 2009   | Tysklands flygvapen       | F-4F Phantom II        | Šiauliai internationella flygplats | [ 29 ]        |
| 4 januari 2010    | Frankrikes flygvapen      | Mirage 2000C           | Šiauliai internationella flygplats | [ 30 ] [ 31 ] |
| 1 maj 2010        | Polens flygvapen          | MiG-29A                | Šiauliai internationella flygplats | [ 32 ]        |
| 1 september 2010  | USA:s flygvapen           | F-15C Eagle            | Šiauliai internationella flygplats | [ 33 ]        |

### 2011–2020
| Startdatum            | Flygvapen                                                                              | Flygplan                                                           | Flygbas                                                           | Referenser           |
| --------------------- | -------------------------------------------------------------------------------------- | ------------------------------------------------------------------ | ----------------------------------------------------------------- | -------------------- |
| 5 januari 2011        | Tysklands flygvapen                                                                    | F-4F Phantom II                                                    | Šiauliai internationella flygplats                                | [ 34 ]               |
| 28 april 2011         | Frankrikes flygvapen                                                                   | Mirage 2000C                                                       | Šiauliai internationella flygplats                                | [ 35 ]               |
| 2 september 2011      | Danmarks flygvapen                                                                     | F-16AM Fighting Falcon                                             | Šiauliai internationella flygplats                                |                      |
| 4 januari 2012        | Tysklands flygvapen                                                                    | F-4F Phantom II                                                    | Šiauliai internationella flygplats                                | [ 36 ]               |
| 26 april 2012         | Polens flygvapen                                                                       | MiG-29A                                                            | Šiauliai internationella flygplats                                | [ 37 ]               |
| 1 september 2012      | Tjeckiens flygvapen                                                                    | JAS 39C Gripen                                                     | Šiauliai internationella flygplats                                | [ 38 ]               |
| 3 januari 2013        | Danmarks flygvapen                                                                     | F-16AM Fighting Falcon                                             | Šiauliai internationella flygplats                                | [ 39 ]               |
| 30 april 2013         | Frankrikes flygvapen                                                                   | Mirage F1CR                                                        | Šiauliai internationella flygplats                                | [ 40 ]               |
| 3 september 2013      | Belgiens flygvapen                                                                     | F-16AM Fighting Falcon                                             | Šiauliai internationella flygplats                                | [ 41 ] [ 42 ] [ 43 ] |
| 3 januari 2014        | USA:s flygvapen                                                                        | F-15C Eagle                                                        | Šiauliai internationella flygplats                                | [ 44 ]               |
| 28 april - 1 maj 2014 | Polens flygvapen                                                                       | MiG-29A                                                            | Šiauliai internationella flygplats                                | [ 45 ]               |
| 28 april - 1 maj 2014 | Danmarks flygvapen                                                                     | F-16AM Fighting Falcon                                             | Šiauliai internationella flygplats                                | [ 46 ]               |
| 28 april - 1 maj 2014 | Storbritanniens flygvapen                                                              | Eurofighter Typhoon                                                | Ämari flygbas                                                     | [ 47 ]               |
| 28 april - 1 maj 2014 | Frankrikes flygvapen                                                                   | Rafale C, Mirage 2000C                                             | Malborks flygbas                                                  | [ 48 ]               |
| 1 september 2014      | Portugals flygvapen                                                                    | F-16AM Fighting Falcon                                             | Šiauliai internationella flygplats                                | [ 49 ]               |
| 1 september 2014      | Nederländernas flygvapen                                                               | F-16AM Fighting Falcon                                             | Malborks flygbas                                                  | [ 50 ] [ 51 ]        |
| 1 september 2014      | Tysklands flygvapen                                                                    | Eurofighter Typhoon                                                | Ämari flygbas                                                     | [ 49 ] [ 52 ]        |
| 1 september 2014      | Kanadas flygvapen                                                                      | CF-18 Hornet                                                       | Šiauliai internationella flygplats                                | [ 53 ]               |
| 8 januari 2015        | Polens flygvapen · Italiens flygvapen · Spaniens flygvapen · Belgiens flygvapen        | 4x MiG-29A 4x Eurofighter Typhoon 4x Eurofighter Typhoon 4x F-16AM | Šiauliai internationella flygplats Ämari flygbas Malborks flygbas |                      |
| 1 maj 2015            | Norges flygvapen · Storbritanniens flygvapen · Italiens flygvapen · Belgiens flygvapen | 4x F-16AM 4x Eurofighter Typhoon 4x Eurofighter Typhoon 4x F-16AM  | Šiauliai internationella flygplats Ämari flygbas Malborks flygbas | [ 54 ] [ 55 ] [ 56 ] |
| 1 september 2015      | Ungerns flygvapen · Tysklands flygvapen                                                | 4x JAS 39C Gripen 4x Eurofighter Typhoon                           | Šiauliai internationella flygplats Ämari flygbas                  |                      |
| 7 januari 2016        | Belgiens flygvapen · Spaniens flygvapen                                                | 4x F-16AM Fighting Falcon 4x Eurofighter Typhoon                   | Ämari flygbas Šiauliai internationella flygplats                  | [ 57 ] [ 58 ]        |
| 28 april 2016         | Storbritanniens flygvapen · Portugals flygvapen                                        | 4x Eurofighter Typhoon 4x F-16AM Fighting Falcon                   | Ämari flygbas Šiauliai internationella flygplats                  | [ 59 ]               |
| 31 augusti 2016       | Frankrikes flygvapen · Tysklands flygvapen                                             | 4x Mirage 2000-5 4x Eurofighter Typhoon                            | Šiauliai internationella flygplats Ämari flygbas                  | [ 60 ] [ 61 ]        |
| 5 januari 2017        | Nederländernas flygvapen · Tysklands flygvapen                                         | 4x F-16AM Fighting Falcon 4x Eurofighter Typhoon                   | Šiauliai internationella flygplats Ämari flygbas                  | [ 62 ]               |
| 2 maj 2017            | Polens flygvapen                                                                       | 4 x F-16C Fighting Falcon                                          | Šiauliai internationella flygplats                                | [ 63 ]               |
| 3 maj 2017            | Spaniens flygvapen                                                                     | 5 x EF-18 Hornet                                                   | Ämari flygbas                                                     | [ 64 ]               |
| 30 augusti 2017       | USA:s flygvapen                                                                        | 4 x F-15C Eagle                                                    | Šiauliai internationella flygplats                                | [ 65 ]               |
| 5 september 2017      | Belgiens flygvapen                                                                     | 4 x F-16AM Fighting Falcon                                         | Ämari flygbas                                                     | [ 66 ]               |
| 8 januari 2018        | Danmarks flygvapen                                                                     | 4 x F-16AM Fighting Falcon                                         | Šiauliai internationella flygplats                                | [ 67 ]               |
| 10 januari 2018       | Italiens flygvapen                                                                     | 4 x Eurofighter Typhoon                                            | Ämari flygbas                                                     | [ 68 ]               |
| 2 maj 2018            | Portugals flygvapen                                                                    | 4 x F-16AM Fighting Falcon                                         | Šiauliai internationella flygplats                                | [ 69 ]               |
| 2 maj 2018            | Spaniens flygvapen                                                                     | 6 x Eurofighter Typhoon                                            | Šiauliai internationella flygplats                                | [ 69 ]               |
| 3 maj 2018            | Frankrikes flygvapen                                                                   | 4 x Mirage 2000-5F                                                 | Ämari flygbas                                                     | [ 70 ]               |
| 30 augusti 2018       | Tysklands flygvapen                                                                    | 4 x Eurofighter Typhoon                                            | Ämari flygbas                                                     | [ 71 ]               |
| 31 augusti 2018       | Belgiens flygvapen                                                                     | 4 x F-16AM Fighting Falcon                                         | Šiauliai internationella flygplats                                | [ 72 ]               |
| 3 januari 2019        | Polens flygvapen                                                                       | F-16C Fighting Falcon                                              | Šiauliai internationella flygplats                                | [ 73 ]               |
| 1 maj 2019            | Ungerns flygvapen                                                                      | 4 x JAS 39C Gripen                                                 | Šiauliai internationella flygplats, Litauen                       | [ 74 ]               |
| 1 maj 2019            | Spaniens flygvapen                                                                     | 5 x EF-18 Hornet                                                   | Šiauliai internationella flygplats, Litauen                       | [ 74 ]               |
| 1 maj 2019            | Storbritanniens flygvapen                                                              | 4 x Eurofighter Typhoon                                            | Ämari flygbas, Estland                                            | [ 74 ]               |
| 3 september 2019      | Belgiens flygvapen                                                                     | 4 x F-16AM Fighting Falcon                                         | Šiauliai internationella flygplats, Litauen                       | [ 75 ] [ 76 ]        |
| 3 september 2019      | Danmarks flygvapen                                                                     | 4 x F-16AM Fighting Falcon                                         | Šiauliai internationella flygplats, Litauen                       | [ 75 ] [ 77 ]        |
| 3 september 2019      | Tjeckiens flygvapen                                                                    | 4 x JAS 39C Gripen                                                 | Ämari flygbas, Estland                                            | [ 75 ] [ 78 ]        |
| 2 januari 2020        | Polens flygvapen                                                                       | 4 x F-16C Fighting Falcon                                          | Ämari flygbas, Estland                                            | [ 79 ] [ 80 ]        |
| 30 april 2020         | Frankrikes flygvapen                                                                   | 4 x Mirage 2000-5F                                                 | Ämari flygbas, Estland                                            | [ 81 ] [ 82 ]        |
| 1 maj 2020            | Storbritanniens flygvapen                                                              | 4 x Eurofighter Typhoon                                            | Šiauliai internationella flygplats, Litauen                       | [ 83 ] [ 84 ]        |
| 1 maj 2020            | Spaniens flygvapen                                                                     | 6 x EF-18 Hornet                                                   | Šiauliai internationella flygplats, Litauen                       | [ 85 ] [ 86 ]        |
| 15 juli 2020          | Tysklands flygvapen                                                                    | ?x Eurofighter Typhoons                                            | Šiauliai internationella flygplats, Litauen                       | [ 87 ]               |
| 31 augusti 2020       | Tysklands flygvapen                                                                    | 6 x Eurofighter Typhoons                                           | Ämari flygbas, Estland                                            | [ 88 ] [ 89 ]        |
| 4 september 2020      | Italiens flygvapen                                                                     | 4 x Eurofighter Typhoon                                            | Šiauliai internationella flygplats, Litauen                       | [ 90 ] [ 91 ]        |

### 2021–
| Startdatum        | Flygvapen                 | Flygplan                   | Flygbas                                     | Referenser      |
| ----------------- | ------------------------- | -------------------------- | ------------------------------------------- | --------------- |
| 30 april 2021     | Italiens flygvapen        | 4 x F-35A Lightning II     | Ämari flygbas, Estland                      | [ 92 ]          |
| 30 april 2021     | Spaniens flygvapen        | 7 x Eurofighter Typhoon    | Šiauliai internationella flygplats, Litauen | [ 93 ]          |
| 1 maj 2021        | Turkiets flygvapen        | ? x F-16C Fighting Falcon  | Malborks flygbas, Polen                     | [ 94 ]          |
| 31 augusti 2021   | Danmarks flygvapen        | 4 x F-16AM Fighting Falcon | Šiauliai internationella flygplats, Litauen | [ 95 ]          |
| 31 augusti 2021   | Portugals flygvapen       | 4 x F-16AM Fighting Falcon | Šiauliai internationella flygplats, Litauen | [ 95 ]          |
| 15 september 2021 | Italiens flygvapen        | 4 x Eurofighter Typhoon    | Ämari flygbas, Estland                      | [ 96 ]          |
| 30 november 2021  | Polens flygvapen          | 4 x F-16C Fighting Falcon  | Šiauliai internationella flygplats, Litauen | [ 97 ]          |
| 1 december 2021   | Belgiens flygvapen        | 4 x F-16AM Fighting Falcon | Ämari flygbas, Estland                      | [ 98 ]          |
| 26 januari 2022   | USA:s flygvapen           | 6 x F-15E Eagle            | Ämari flygbas, Estland                      | [ 99 ]          |
| 29 januari 2022   | Danmark                   | 4 x F-16AM Fighting Falcon | Šiauliai internationella flygplats, Litauen | [ 100 ] [ 101 ] |
| 13 mars 2022      | Frankrikes flygvapen      | 4 x Mirage 2000-5F         | Ämari flygbas, Estland                      | [ 102 ] [ 103 ] |
| 1 april 2022      | Tjeckiens flygvapen       | 5 x JAS 39C Gripen         | Šiauliai internationella flygplats, Litauen | [ 104 ]         |
| 1 april 2022      | Spaniens flygvapen        | 8 x EF-18 Hornet           | Šiauliai, Litauen                           | [ 105 ]         |
| 1 augusti 2022    | Ungerns flygvapen         | 4 x JAS 39C Gripen         | Šiauliai, Litauen                           | [ 106 ]         |
| 1 augusti 2022    | Tysklands flygvapen       | 4 x Eurofighter Typhoons   | Ämari, Estland                              | [ 106 ]         |
| 1 augusti 2022    | Italiens flygvapen        | 4 x Eurofighter Typhoon    | Malbork, Polen                              | [ 106 ] [ 107 ] |
| 1 oktober 2022    | Polens flygvapen          | 4 x F-16C Fighting Falcon  | Šiauliai, Litauen                           | [ 108 ] [ 109 ] |
| 6 oktober 2022    | Belgiens flygvapen        | 6 x F-16AM Fighting Falcon | Ämari, Estland                              | [ 110 ]         |
| 1 december 2022   | Frankrikes flygvapen      | 4 x Dassault Rafale        | Šiauliai, Litauen                           | [ 111 ] [ 112 ] |
| 1 februari 2023   | Nederländernas flygvapen  | 8 x F-35A Lightning II     | Malbork, Polen                              | [ 113 ]         |
| 1 mars 2023       | Storbritanniens flygvapen | ? x Eurofighter Typhoon    | Ämari, Estland                              | [ 114 ] [ 115 ] |
| 31 mars 2023      | Portugals flygvapen       | 4 x F-16AM Fighting Falcon | Šiauliai, Litauen                           | [ 116 ]         |
| 31 mars 2023      | Rumäniens flygvapen       | 4 x F-16AM Fighting Falcon | Šiauliai, Litauen                           | [ 117 ] [ 118 ] |
| 3 augusti 2023    | Spaniens flygvapen        | 8 x Eurofighter Typhoon    | Ämari, Estland                              | [ 119 ] [ 120 ] |
| 3 augusti 2023    | Italiens flygvapen        | 4 x Eurofighter Typhoon    | Šiauliai, Litauen                           | [ 121 ] [ 120 ] |
| 30 november 2023  | Belgiens flygvapen        | 4 x F-16AM Fighting Falcon | Šiauliai, Litauen                           | [ 122 ] [ 123 ] |
| 30 november 2023  | Frankrikes flygvapen      | 4 x Mirage 2000-5F         | Šiauliai, Litauen                           | [ 122 ] [ 123 ] |
| 30 november 2023  | Polens flygvapen          | 4 x F-16C Fighting Falcon  | Ämari, Estland                              | [ 122 ] [ 123 ] |
| 1 mars 2024       | Tysklands flygvapen       | 5 x Eurofighter Typhoon    | Lielvārde, Lettland                         | [ 124 ] [ 125 ] |
| 1 april 2024      | Spaniens flygvapen        | 8 x EF-18 Hornet           | Šiauliai, Litauen                           | [ 126 ]         |
| 1 april 2024      | Portugals flygvapen       | 4 x F-16C Fighting Falcon  | Šiauliai, Litauen                           | [ 127 ] [ 128 ] |

## Galleri

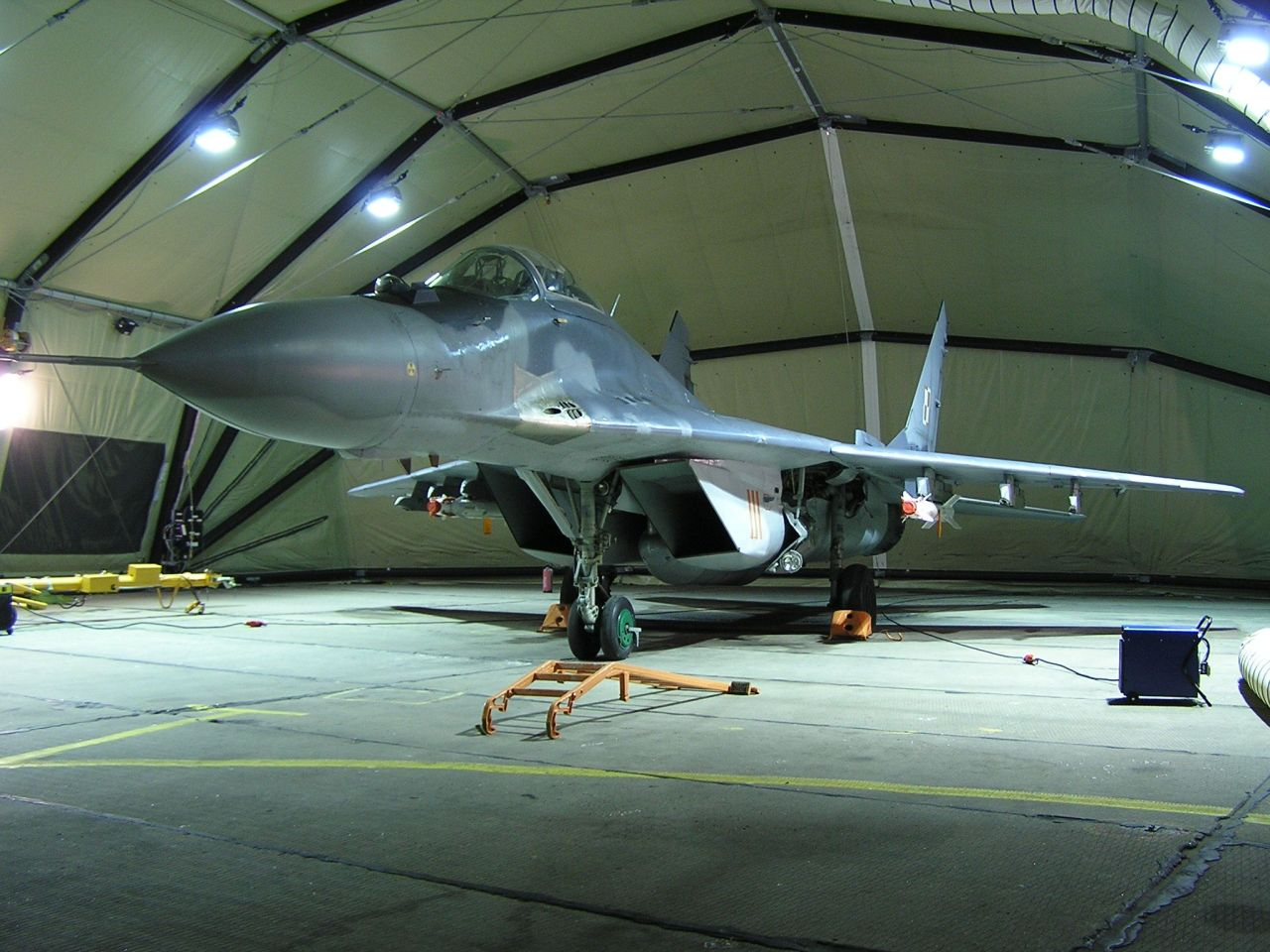
Polsk MiG-29 i beredskap vintern 2006
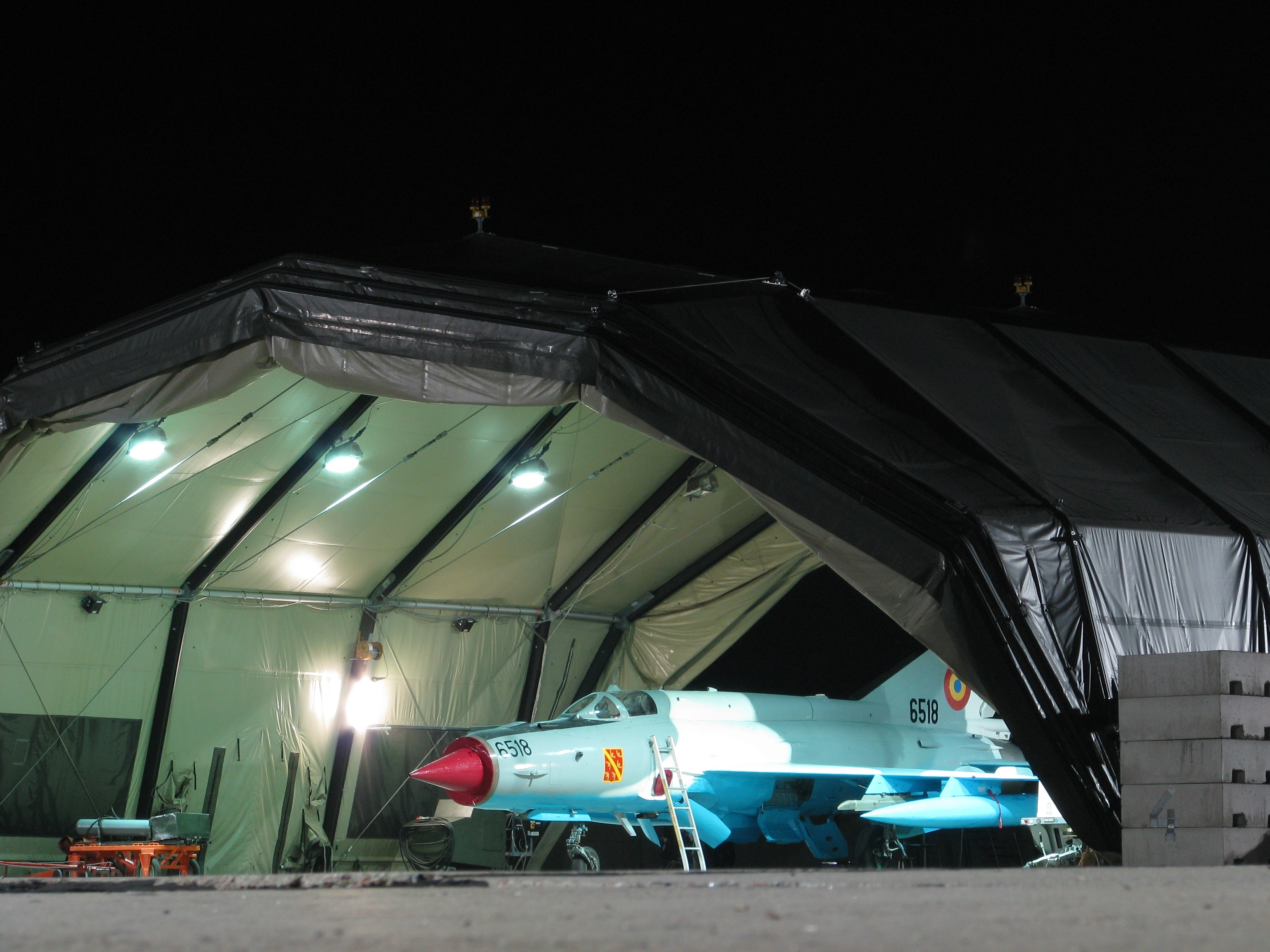
Rumänska MiG-21 i beredskap nattetid hösten 2007
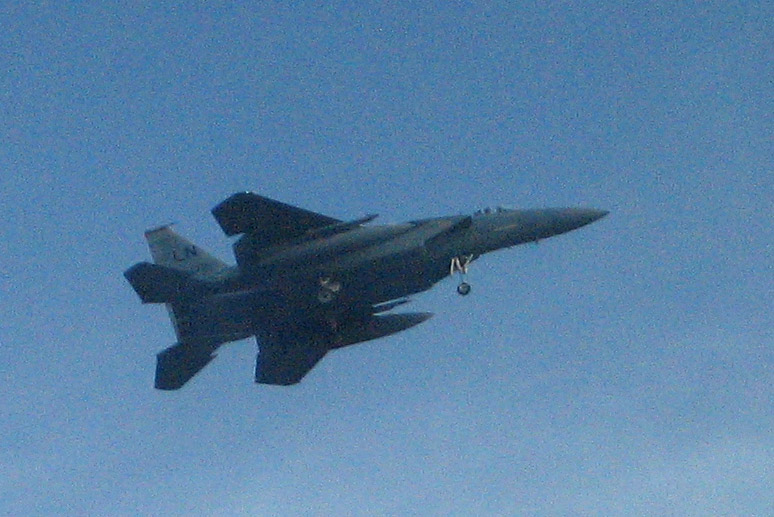
Amerikansk F-15C Eagle i närheten av Vilnius (10 november 2008)
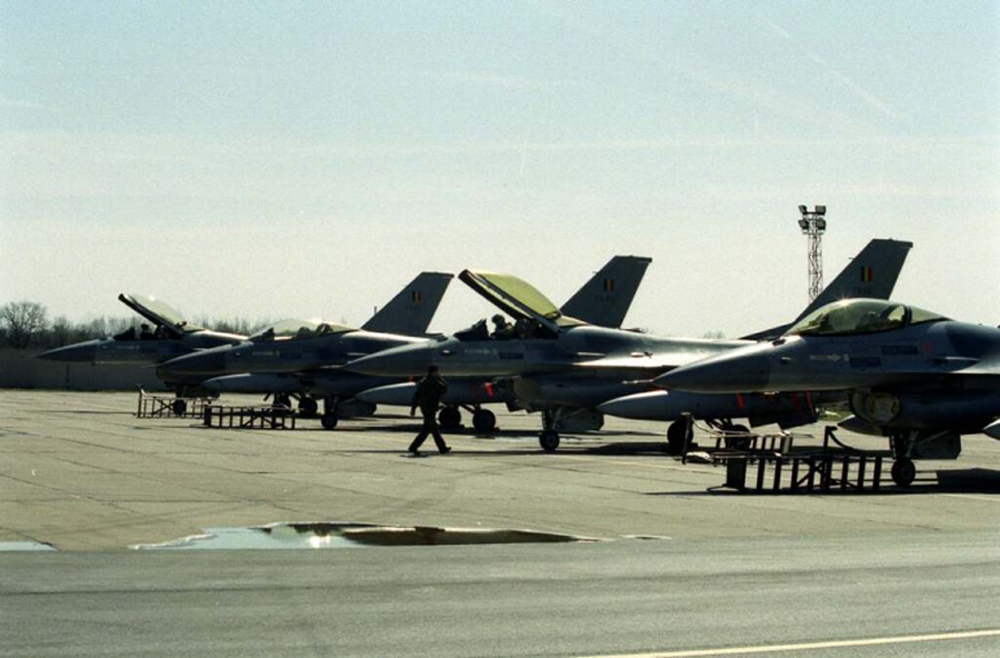
Belgiska F-16 Fighting Falcon i beredskap
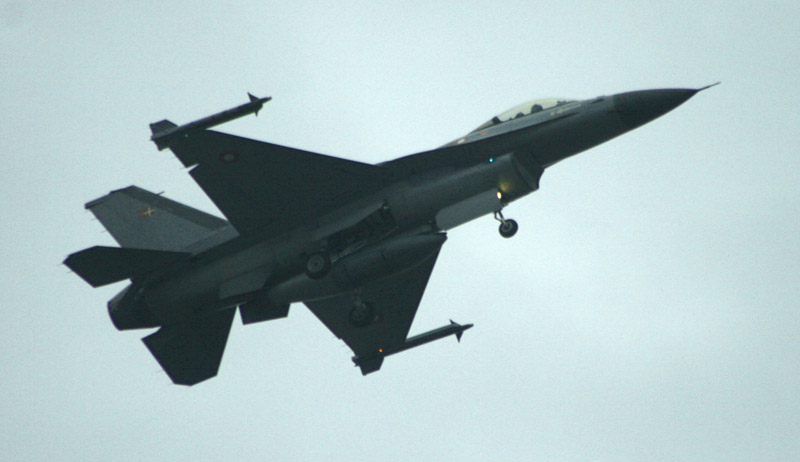
Dansk F-16 Fighting Falcon i närheten av Vilnius (27 mars 2009)
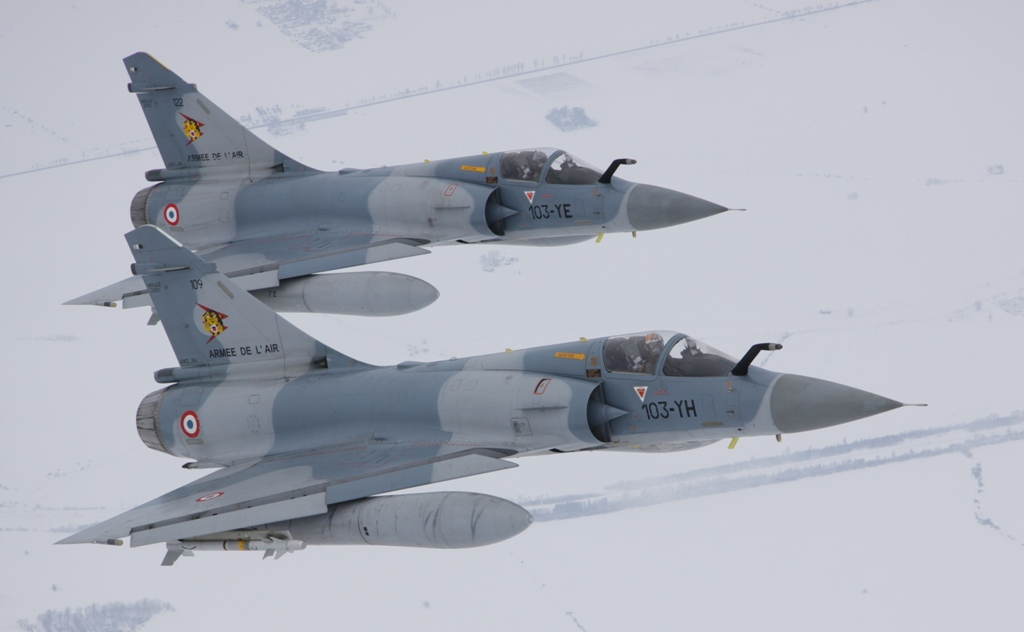
Franska Mirage 2000s i Baltikum 2010.
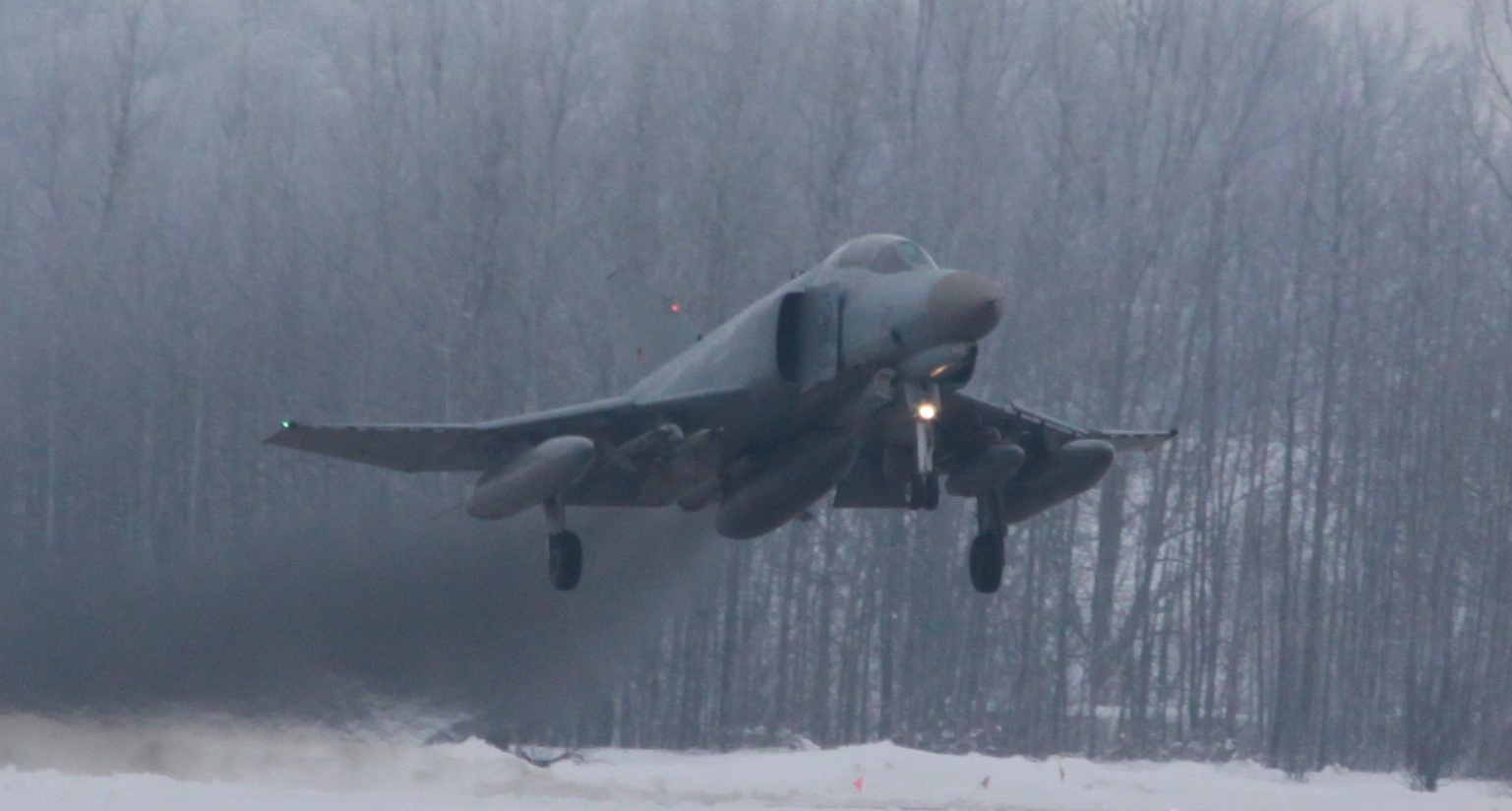
F-4F Phantom II ur tyska Luftwaffe landar på Zokniai flygplats (Litauen, 4 januari 2011).
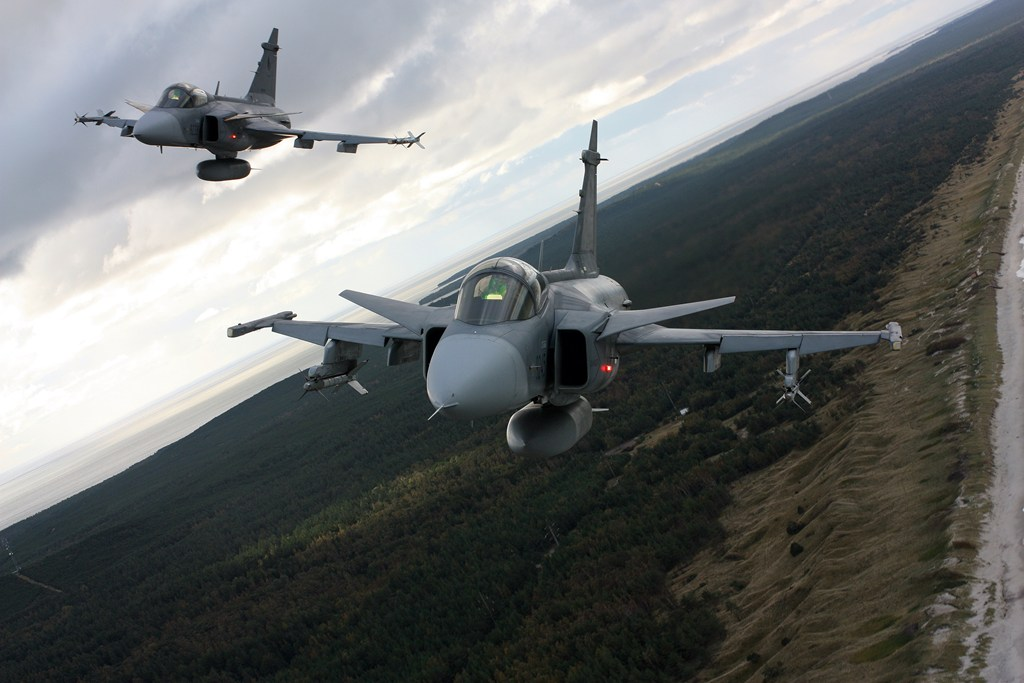
Tjeckiska JAS-39C Gripen ovanför Kuriska näset år 2012